# Ларіонов Михайло Федорович
Михайло Федорович Ларіонов (22 травня (3 червня) 1881, Тирасполь, Херсонська губернія, Російська імперія (нині - Молдова) — 10 травня 1964, Фонтене-о-Роз, Іль-де-Франс, Франція) — живописець, графік, художник театру, теоретик мистецтва, один з основоположників авангарду.

## Біографія
Народився в Херсонській губернії, в повітовому місті Тирасполь. Син військового фельдшера, дитинство провів на півдні України в Тирасполі, куди потім часто повертався на літні етюди.
| Дата                | Подія |
| ------------------- | --- |
| 22.05.1881 (†03.06) | Народився в Тирасполі в родині військового фельдшера |
| 1898                | навчання в Московському училищі живопису, скульптури та архітектури |
| 1898-1908           | навчання у В.Сєрова, К.Коровіна та І.Левітана. |
| 1901                | три роботи Ларіонова були визнані порнографічними і його було виключено з училища строком на один рік |
| 1900                | бере активну участь у мистецькому житті, його картини експонуються не тільки в Росії, але й в Європі. Знайомство з Н.Гончаровою - майбутньою дружиною. |
| 1903                | разом з Н.Гончаровою здійснює подорож до Криму. |
| 1902-06             | працював у стилі пізнього імпресіонізму («Кущ бузку в цвіту»). |
| 1906                | на запрошення С.Дягілева відвідав Париж. До Москви повертається через Лондон. Знайомство з творчістю В.Тернера |
| 1907                | Вступ до товариства вільної Естетики. Під впливом фовізму і наївного мистецтва, працює в примітивістській манері, створюючи яскраві (соковитий колір, різкі лінії, гострі сцени) полотна («Солдат, що відпочиває», «Весна»). |
| 1907-1908           | Співробітник журналів "Золоте руно", "Мистецтво". Вперше в Росії публікує репродукції картин П.Сезанна, В.Ван Гога та П.Гогена. |
| 1910                | Закінчив навчання в Московському училищі живопису, скульптури та архітектури. Призваний до лав армії |
| 1912                | Перебуваючи на вістрі мистецького життя того часу, створив нову художню концепцію — лучизм, який є одним з перших прикладів абстрактного мистецтва. |
| 1913                | Напередодні відкриття виставки "Мішень" за ініціативою Ларіонова пройшов диспут "Південь, національність і Захід", де художник зачитав доповідь "Лучизм" (яку пізніше було видано окремим виданням). Опубліковано маніфест "Лучисти і майбутники", в якому Ларіонов виклав своє бачення футуризму. Маніфест підписали десять художників, в тому числі й Гончарова. Автори маніфесту закликали звернутися до свого коріння, до давньоруського мистецтва та мистецтва євразійських народів. |
| 1914                | Призваний на військову службу у зв'язку з початком Першої світової війни. Брав участь у воєнних діях в чині прапорщика.Отримав важку контузію, тривалий час пролежав в госпіталі після чого був демобілізований. |
| 1915                | На запрошення С. Дягілева разом з Гончаровою виїздить до Швейцарії. Подорожує разом з "Російським балетом" Дягілева по Італії та Іспанії. |
| 1919                | Постійно проживає в Парижі. |
| 1930                | Зацікавленість до творчості Ларіонова зменшується. |
| 1954                | Бере участь у низці ретроспективних виставок, присвячених "піонерам" авангарду |
| 10.05.1964          | Помер у Парижі. Похований на кладовищі Іврі |
| 1988                | Згідно із заповітом Гончарової та М. Ларіонова а також А. Томілової (вдови М.Ларіонова), кілька сотень робіт, частина архіву та бібліотека передані до Державної Третьяковської галереї, інша частина знаходиться у Парижі в Центрі Ж.Помпіду та музеї Вікторії та Альберта в Лондоні |

## Виставки
| Дата                  | Назва виставки                                                                | Місце проведення | Примітки    |
| --------------------- | ----------------------------------------------------------------------------- | ---------------- | ----------- |
| 1898-1899             | Конкурсні виставки в Московському училищі живопису, скульптури та архітектури | Москва           | учасник     |
| 1906                  | "Осінній салон"                                                               | Париж            | учасник     |
| 1907-1908             | "Стефанос"                                                                    | Москва           | організатор |
| 1908                  | "Сучасні течії в мистецтві"                                                   | Санкт-Петербург  | учасник     |
| 1908-1909             | Виставки в салоні "Золоте руно"                                               | Москва           | організатор |
| 1910                  | "Бубновий валет"                                                              | Москва           | організатор |
| 1910                  | "Союз молоді"                                                                 | Санкт-Петербург  | учасник     |
| 1911                  | "Союз молоді"                                                                 | Санкт-Петербург  | учасник     |
| Грудень 1912          | Одноденна персональна виставка в Товаристві Вільної Естетики                  | Москва           | персональна |
| 1912                  | Віслючий хвіст                                                                | Москва           | організатор |
| 1912                  | "Der Blaue Reiter"                                                            | Мюнхен           | учасник     |
| 1912                  | "Der Sturm"                                                                   | Берлін           | учасник     |
| 24.03.1913-07.04.1913 | "Мішень"                                                                      | Москва           | організатор |
| Червень 1914          | Виставка в галереї P.Guillaum                                                 | Париж            | персональна |
| 1915                  | "Виставка живопису"                                                           | Москва           | учасник     |
| 1954                  | Дягілевська виставка                                                          | Единбург, Лондон | учасник     |

## Ілюстрації та книжкова графіка
Активно працював з видавництвами, в 1910-ті рр. виконав ілюстрації до видань поетів-футуристів («Помада» Кручених, видано 1912 року).

## Театральні роботи
З 1915 по 1929 оформляв балетні постановки в антрепризі С. П. Дягілєва (разом з Гончаровою — «Русские сказки» Лядова, 1916; «Блазень» Прокоф'єва, 1921), в живописі повернувся до ранньої, фігуративної, манери, камерного жанру і натюрморту.

## Твори
Лучізм, М., 1913.